# Catherine Bellier
Catherine-Henriette Bellier, baronesa de Beauvais (1614-7 de junio de 1689), fue una cortesana francesa, conocida por haber sido la primera amante del rey Luis XIV de Francia.

## Biografía
Nacida en Poitou, fue hija de Martin Bellier. Tras contraer matrimonio con Pierre de Beauvais se convirtió en dama de compañía de la reina Ana de Austria. Descrita como una mujer inteligente y conspiradora, fue compañera de confianza de la reina viuda regente. Pese a ser conceptualizada como físicamente fea, la baronesa tuvo numerosos amantes, entre ellos el arzobispo de Sens. 
Bellier recibió el encargo por parte de la reina viuda de seducir a su hijo Luis, de catorce años, con el fin de proporcionarle una educación sexual, logrando la baronesa hacer que el futuro rey perdiese la virginidad en 1652. Esta relación sexual duró dos años, tras lo cual Bellier fue recompensada por la reina con una propiedad y una pensión de 2.000 libras, la cual empleó en la construcción del Hôtel de Beauvais. Murió en Arrou en 1689.